# Willi Kraus (Fußballspieler, 1943)
Willi Kraus (* 1. Mai 1943; † 19. Oktober 2008) war ein deutscher Fußballspieler und Bankräuber. Als Fußballspieler hat Kraus in den Runden 1966/67 und 1967/68 beim FC Schalke 04 36 Spiele in der Fußball-Bundesliga absolviert und dabei 16 Tore erzielt. In den zwei Jahren zuvor hat er in der zweitklassigen Fußball-Regionalliga Berlin bei Tennis Borussia Berlin in 46 Ligaspielen 39 Tore erzielt und 1965 die Meisterschaft errungen und in der Bundesligaaufstiegsrunde in sechs Spielen drei Tore erzielt.

## Fußballerische Laufbahn
Der Stürmer entstammte der Jugend des FC Schalke 04. Dort spielte er unter anderem mit Stan Libuda und Karl-Heinz Bechmann zusammen. Im letzten Jahr der alten erstklassigen Fußball-Oberliga West, 1962/63, kam er am 10. April 1963, bei einem Auswärtsspiel gegen den TSV Marl-Hüls ein Mal in der Oberliga für Schalke 04 zum Einsatz. Auf Rechtsaußen bildete er im damaligen WM-System mit Manfred Berz, Willi Koslowski, Waldemar Gerhardt und Walter Rodekamp den Angriff bei einer 0:1-Niederlage. Da er im Gegensatz zu Bechmann und Libuda – wie auch Rodekamp mit nur drei Einsätzen – den Sprung in die erste Mannschaft nicht schaffte, spielte Kraus 1963/64 für ein Jahr beim niederländischen Verein Go Ahead Eagles Deventer. Bei den Rot-Gelben vom Stadion De Adelaarshorst spielte er in der Eredivisie und kam auf 28 Ligaeinsätze, überwiegend aber als Verteidiger. Die „Eagles“ belegten den 12. Rang. Nach einer Runde wechselte der aus Essen-Kray stammende gelernte Elektriker zur Saison 1964/65 zu Tennis Borussia Berlin. Mit den „Veilchen“ aus Charlottenburg gewann er 1965 die Meisterschaft in der zweitklassigen Regionalliga Berlin und erzielte dabei in 24 Einsätzen 23 Tore. Damit belegte er in der Berliner Torschützenliste hinter Heinz Fischer von Tasmania 1900 mit 25 Toren den 2. Rang. In der Aufstiegsrunde zur Fußball-Bundesliga hatte es das Team von Trainer Herbert Siegert mit FC Bayern München, Alemannia Aachen und dem 1. FC Saarbrücken zu tun. Rechtsaußen Kraus lief in allen sechs Spielen auf und erzielte drei Tore. Er hatte es dabei unter anderem mit den Verteidigern Werner Olk, Werner Nievelstein und Erich Rohe zu tun gehabt. Mit 3:9 Punkten belegten die „Veilchen“ den 4. Rang. In seinem zweiten TeBe-Jahr, 1965/66, reichte es hinter Bundesligaabsteiger Hertha BSC zum 2. Platz, Kraus hatte in 22 Ligaspielen 16 Tore an der Seite von Mitspielern wie Hans Tylinski (36 Tore), Bernd Gersdorff, Georg Damjanoff und Werner Lungwitz erzielt. Nach zwei Jahren in Berlin kehrte Kraus zur Saison 1966/67 nach Gelsenkirchen zu seinem Stammverein Schalke 04 zurück.
Dort wurde er in den Bundesliga-Spielzeiten 1966/67 und 1967/68 ein wichtiger Spieler. Mit den von ihm in 36 Bundesligaspielen erzielten 16 Toren wurde er ein Garant des Klassenerhalts. Insbesondere sein Treffer zum 2:1-Heimerfolg am 20. Mai 1967 im Heimspiel gegen Fortuna Düsseldorf in der 79. Spielminute vor 25.000 Zuschauern, war mitentscheidend für den Klassenerhalt der Mannschaft von Trainer Fritz Langner. Nachdem er seine Spielerlizenz wegen Diebstählen verloren hatte – Kraus lief am 3. Februar 1968 bei einem 1:1-Heimremis gegen den 1. FC Köln letztmals für Schalke 04 auf –, unternahm der örtliche Regionalligist Eintracht Gelsenkirchen in der Saison 1968/69 nochmals den Versuch, den Fußballspieler Kraus, über den regulären Fußballbetrieb in das normale Leben zurückzuführen. Im Team von Trainer Heinz Murach und Mitspieler wie Willi Koslowski, Edmund Brylewski, Werner Kontny, Heinz Meiners und Günter Schwaba lief er aber lediglich vom 18. August bis 15. September 1968 in fünf Hinrundenspielen (1 Tor) auf, ehe er wieder durch erneute Straffälligkeit endgültig vom Rasen hinter Gittern ziehen musste.

## Neben dem Platz
Überregional bekannt wurde Kraus vor allem dadurch, dass er seine Fußballkarriere abbrechen musste, nachdem er als Bankräuber zu einer langjährigen Haft verurteilt wurde, der später weitere Haftstrafen folgten.
Im Februar 1968 wurde Kraus von Schalke entlassen. Bei einer routinemäßigen Verkehrskontrolle fanden Polizisten in seinem Wagen Einbruchswerkzeug, eine geladene Pistole und Propangasflaschen sowie Diebesgut eines Raubzuges: Strickhemden und Schokolade. Schalkes Präsident Günter Siebert hatte noch weitere Gründe für die Entlassung: „Bei uns laufen momentan massig Rechnungen ein, die Kraus auf den Namen Schalke gemacht hat.“ Und die Mitspieler selbst dürften danach etwas ruhiger geschlafen haben. „Im Trainingslager versteckte Willi eine Pistole unter dem Kopfkissen“, erinnert sich Mitspieler Günter Herrmann. „Er hat sich mit falschen Freunden umgeben und war jemand, den man leicht überreden konnte“, urteilte Willi Koslowski, der es mit Kraus bei Eintracht Gelsenkirchen vergeblich versucht hatte, nochmals auf die richtige Bahn zu kommen. Kraus zog im Strafraum selten zurück, auch wenn es manchmal besser gewesen wäre. Dies galt auch für seine nächtlichen Ausflüge.
Willi Kraus verstarb am 19. Oktober 2008 im Alter von 65 Jahren. Einen Monat später hätte er sich vor dem Landgericht Essen wegen eines Waffendeliktes erneut verantworten müssen.

## Vereine
- 0000–1963: FC Schalke 04
- 1963–1964: Go Ahead Eagles Deventer
- 1964–1966: Tennis Borussia Berlin
- 1966–1968: FC Schalke 04
- 1968–1969: Eintracht Gelsenkirchen